# Tuberculobasis karitiana
Tuberculobasis karitiana – gatunek ważki z rodziny łątkowatych (Coenagrionidae).